# Индијан Спрингс (Џорџија)
Индијан Спрингс (енгл. Indian Springs) насељено је место без административног статуса у америчкој савезној држави Џорџија.

## Демографија
По попису из 2010. године број становника је 2.241, што је 259 (13,1%) становника више него 2000. године.
| Група             | 2000.         | 2010.         |
| Белци             | 1.932 (97,5%) | 2.067 (92,2%) |
| Афроамериканци    | 9 (0,5%)      | 36 (1,6%)     |
| Азијати           | 19 (1,0%)     | 26 (1,2%)     |
| Хиспаноамериканци | 10 (0,5%)     | 61 (2,7%)     |
| Укупно            | 1.982         | 2.241         |